# Charles Lomberg
Charles Georg Lomberg (né le 4 décembre 1886 à Göteborg et décédé le 6 mars 1966 dans la même ville) est un athlète suédois spécialiste du décathlon. Affilié au IS Lyckans Soldater, il mesurait 1,82 m pour 75 kg.

## Biographie

### Palmarès
| Date | Compétition           | Lieu      | Résultat | Performance |
| ---- | --------------------- | --------- | -------- | ----------- |
| 1912 | Jeux olympiques d'été | Stockholm | 2e       | 7 413 pts   |

### Records
| Épreuve          | Performance | Lieu | Date |
| ---------------- | ----------- | ---- | ---- |
| Saut en longueur | 6,87 m      |      | 1912 |
| Décathlon        | 5 721 pts   |      | 1912 |